# Myrmecaelurus luridus
Myrmecaelurus luridus is een insect uit de familie van de mierenleeuwen (Myrmeleontidae), die tot de orde netvleugeligen (Neuroptera) behoort. 
Myrmecaelurus luridus is voor het eerst wetenschappelijk beschreven door Hölzel in 1983.